# Miconia capitellata
Miconia capitellata es una especie de planta con flor en la familia de las Melastomataceae. Es originaria de  Ecuador.

## Distribución y hábitat
Es un arbusto endémico de los Andes centrales y del sur de Ecuador, donde se conocen 13 poblaciones. Recogido recientemente en Cerro Villonaco, cerca de Loja, y también en la carretera Yangana-Zumba, lo que sugiere que puede ocurrir la especie en el Parque nacional Podocarpus. Considerado "Raro" por la UICN en 1997 (Walter y Gillett 1998). Aparte de la destrucción del hábitat, no se conocen amenazas específicas.

## Taxonomía
Miconia capitellata fue descrita por Alfred Cogniaux y publicado en Monographiae Phanerogamarum 7: 892. 1891.
Etimología
Miconia: nombre genérico que fue otorgado en honor del botánico catalán Francisco Micó.
capitellata: epíteto latíno que significa "con cabezas pequeñas"